# Aeroportul Municipal Atikokan
Aeroportul Municipal Atikokan (IATA: YIB, ICAO: CYIB) este un aeroport din Atikokan⁠(d), Rainy River District⁠(d), Ontario, Canada.
Situat la o altitudine de 429 m, aeroportul dispune de o singură pistă.